# Victor Waucquez
Victor Charles Joseph Waucquez (Brussel, 11 maart 1874 - 20 januari 1952) was een Belgisch senator.

## Levensloop
Waucquez promoveerde tot doctor in de rechten (1896) en doctor in de politieke en administratieve wetenschappen aan de ULB. Hij trouwde met Gabrielle Limpens (1882-1961).
Beroepshalve werd hij groothandelaar.
In 1921 werd hij gemeenteraadslid en schepen van Brussel. In 1929 werd hij verkozen tot katholiek senator voor het arrondissement Brussel en vervulde dit mandaat tot in 1936.